# Wibrator drążka
Wibrator drążka – urządzenie mechaniczne, które szybko i głośno wprowadza w wibracje wolant (drążek) statku powietrznego w celu ostrzeżenia pilota przed zbliżającym się przeciągnięciem. Wibrator drążka jest zamontowany bezpośrednio na kolumnie sterowej w większości cywilnych samolotów odrzutowych i dużych samolotach wojskowych.
Wibrator drążka należy do pokładowego systemu zapobiegania przeciągnięciom, w którego skład wchodzą zamontowane na skrzydłach czujniki kąta natarcia połączone z komputerem awioniki. Komputer uzyskuje sygnał z czujników kąta natarcia i innych systemów kontroli lotu takich jak statyczny system Pitota. Kiedy dane wskazują na zbliżanie się do przeciągnięcia, komputer włącza wibrator drążka oraz sygnał dźwiękowy.
Sam wibrator drążka składa się z silnika elektrycznego połączonego z celowo niewyważonym kołem zamachowym. Po włączeniu wibrator powoduje silne, hałaśliwe i nie do pomylenia z niczym innym drgania wolantu. Drążek drga z częstotliwością odpowiadającą drganiom spowodowanym przez rozdzielenie się strumienia powietrza wokół skrzydła, jakie ma miejsce przed przeciągnięciem w powoli lecącym statku powietrznym. Drgania drążka mają uzupełniać alarm dźwiękowy, na wypadek gdyby uwaga pilotów była zajęta czym innym. 
W większych statkach powietrznych (zwłaszcza w samolotach odrzutowych ze statecznikiem w kształcie litery T, które mogą wejść w głębokie przeciągnięcie, czyli oddzielenie się strumienia powietrza nie tylko na skrzydłach, ale i na stateczniku, powodując utratę możliwości sterowania znajdującymi się tam sterami wysokości i kierunku), niektóre systemy zapobiegania przeciągnięciu są także wyposażone w odpychacz drążka, który automatycznie odpycha do przodu ster wysokości, zmniejszając tym samym kąt natarcia statku powietrznego i zapobiegając przeciągnięciu. Obydwa urządzenia muszą zostać sprawdzone i włączone przed startem i pozostawać włączone w trakcie lotu.
Wibracje drążka bywają słyszalne w nagraniach z czarnej skrzynki w przypadkach, kiedy samolot wszedł w przeciągnięcie przed katastrofą. Ostry dźwięk alarmu powoduje w pierwszej chwili dezorientację pilotów, co czasem prowadzi do przeciwnej reakcji, niż należy w celu wyprowadzenia samolotu z przeciągnięcia: zamiast oddalić wolant od siebie i położyć dziób samolotu zmniejszając kąt natarcia, piloci przyciągają wolant do siebie, wchodząc w przeciągnięcie. Zdarzają się też fałszywe alarmy spowodowane np. ręcznymi ustawieniami parametrów lotu, które mają kompensować zastane warunki lotu.